# Pastoraal bezoek van paus Johannes Paulus II aan België (1995)

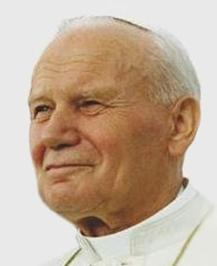
Paus Johannes Paulus II.

Het pastoraal bezoek van paus Johannes Paulus II aan België in 1995 vond plaats van zaterdag 3 tot zondag 4 juni 1995. Het bezoek kwam tot stand in het kader van de zaligverklaring van Jozef De Veuster, bekend bekend als pater Damiaan. Dit was het tweede bezoek dat paus Johannes Paulus II aan België bracht, het vorige pastoraal bezoek dateerde van 1985.
Officieel wordt het bezoek door de Heilige Stoel het pastoraal bezoek in België met zaligverklaring van Dienaar Gods Pater Damiaan (Jozef de Veuster) genoemd.

## Voorbereiding
Aanvankelijk werden bezoeken aan Tremelo, het geboortedorp van pater Damiaan, aan het graf van Damiaan in de crypte van de Sint-Antoniuskerk te Leuven en aan de zetel van de Congregatie van de Heilige Harten van Jezus en Maria te België gelegen te Leuven, de congregatie waartoe Damiaan behoorde, gepland in 1994, kort na de ondertekening van het decreet tot zaligverklaring van Damiaan door de paus. Pater Damiaan zou op 15 mei 1994 te Tremelo worden zalig verklaard, dit ging echter niet door, tot grote teleurstelling van de plaatselijke bevolking, doordat de kerkvorst op 29 april 1994, slechts enkele weken voor het bezoek, zijn heup brak bij een val in zijn badkamer. De paus verontschuldigde zich uitgebreid hierover gedurende zijn pastoraal bezoek. De voorbereidingen voor de pauselijke komst waren al in 1994 begonnen, zo werd er al een herdenkingsmunt uitgegeven door de Koninklijke Munt van België met 13 mei 1994 als datum tezamen met een korte biografie van paus Johannes Paulus II.
Er werden zeven toespraken gepland voor het uiteindelijk bezoek.

## 3 juni
De paus kwam op zaterdag 3 juni aan in België na een reis via het vliegtuig vanuit Rome.

### Aankomst
Bij zijn aankomst op het militaire vliegveld van Melsbroek werd hij opgewacht door kardinaal Godfried Danneels, de metropoliet van België en aartsbisschop van Mechelen-Brussel, koning Albert II en diverse hoge geestelijken en regeringsleden.

## 4 juni
Op de tweede en laatste dag van het bezoek stond de zaligverklaring van pater Damiaan op het programma. Onverwacht bracht de kerkvorst ook een bezoek aan het graf van wijlen koning Boudewijn.

### Zaligverklaring van pater Damiaan
De zaligverklaring ging door in de Nationale Basiliek van het Heilig Hart te Koekelberg. De paus begaf zich hiernaartoe door middel van de bekende pausmobiel, die geëscorteerd werd door verschillende veiligheidsagenten. Naast de paus zaten ook kardinaal Godfried Danneels en koning Albert II van België in het voertuig. De basiliek biedt plaats aan slechts 3.500 personen, daarom ging de viering door buiten de basiliek. In totaal waren er meer dan 30.000 mensen aanwezig bij de viering. Het was een regenachtige dag en men verwachtte een grotere opkomst dan de 30.000 personen. Ook het enthousiasme over de pauselijke aanwezigheid was minder groot dan bij het pastoraal bezoek van 1985, sommige priesters namen zelfs afstand van het bezoek. Prominent aanwezig waren de leden van de koninklijke familie, die plaats hadden genomen in een tribune dicht bij het podium, en de Belgische bisschoppen.
De paus werd door middel van een lift achteraan op het podium gebracht, vooraan waren trappen geplaatst waardoor de bisschoppen zich op het podium konden begeven. Men verbood de pers fotomateriaal te maken van de kerkvorst terwijl hij de lift gebruikte op straffe van inbeslagname ervan.
In de viering werd een relikwie van Damiaan aan de paus overhandigd, de rechterhand van de nieuwe zalige. De paus was echter op de hoogte van het ongenoegen van de Hawaïanen die zich bestolen voelden van hun zalige en schonk daarom de relikwie aan de bisschop van Hawaï.
Bij de zaligverklaring deelden jongsocialisten buiten de basiliek condooms uit als protest tegen het hevige anticonceptiestandpunt van paus Johannes Paulus II.

### Eerbetoon aankoning Boudewijn

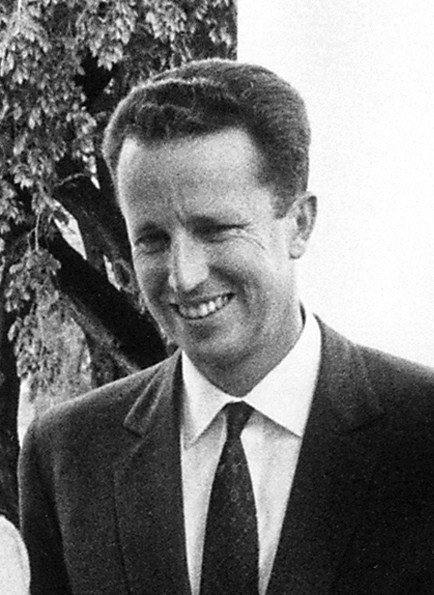
Koning Boudewijn I van België.

Na de zaligverklaring in de basiliek van Koekelberg liet de paus de autostoet onverwacht en ongepland halt houden te Laken waar hij samen met koningin Fabiola, de weduwe van koning Boudewijn, en kardinaal Godfried Danneels, primaat van België, het graf van wijlen koning Boudewijn bezocht in de koninklijke crypte onder de Onze-Lieve-Vrouwekerk te Laken en voor het graf voor de overleden vorst bad.
Sommigen zagen hierin de mogelijkheid tot een heiligverklaring van koning Boudewijn, iets waarover kort na de dood van de koning reeds geruchten over de ronde deden omwille van zijn vroomheid.

### Vertrek
Om 20 uur zat paus Johannes Paulus II opnieuw in het vliegtuig en begaf hij zich terug naar Rome. Het pauselijk bezoek had eenendertig en een half uur geduurd.